# アラブ首長国連邦標準時
アラブ首長国連邦では現在、湾岸標準時（GST、UTC+4）が標準時に採用されている。2015年11月現在、夏時間は実施していない。
|  | UTC+2       | 東ヨーロッパ時間                                                          |
|  | UTC+2 UTC+3 | 東ヨーロッパ時間 / イスラエル標準時 東ヨーロッパ夏時間 / イスラエル夏時間 |
|  | UTC+3       | アラビア標準時 極東ヨーロッパ時間                                         |
|  | UTC+3:30    | イラン標準時                                                              |
|  | UTC+4       | 湾岸標準時                                                                |

## IANA time zone database
IANA time zone databaseのzone.tabには、アラブ首長国連邦の標準時が1つ含まれている。
| 国コード | 座標        | TZ         | 注釈 | 協定世界時との差 | 夏時間 | 備考 |
| -------- | ----------- | ---------- | ---- | ---------------- | ------ | ---- |
| AE       | +2518+05518 | Asia/Dubai |      | +04:00           | +04:00 |      |